# 無煙たばこ

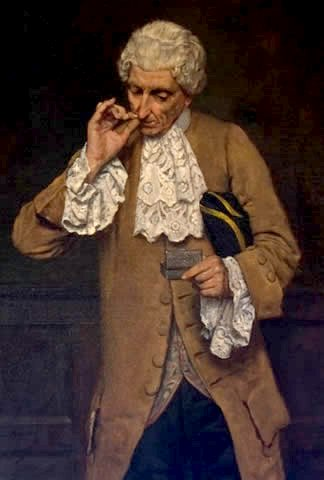
親指と人差し指を使ってスナッフを嗅ぐ男の姿を描いた歴史的な絵画

無煙たばこ（むえんたばこ）は、煙を吸わない形でその成分を摂取するたばこの種別。歯茎と頬または唇で挟み、噛む、嗅ぐなどして楽しむ。無煙タバコの種類として噛みタバコ、嗅ぎタバコ、スヌース、溶解性タバコなどの様々なものが製造されている。通常、3000種類以上の成分が含まれている。すべての無煙タバコにはニコチンが含まれており、中毒性も高い。無煙タバコを止めることは、一般的なタバコの禁煙と同様に困難である。
無煙タバコの服用に伴う長期的な健康被害リスクは、燃焼を用いる一般的なタバコよりもはるかに低いが、同じ無煙タバコであっても種類によって、そのリスクには多寡がある（例えばニトロソアミン濃度の低いスウェーデン式スヌースと、濃度の高いその他の無煙タバコ）。無煙タバコの安全リスクは電子タバコと同程度だと推定されている。健康被害リスクのない無煙タバコは存在しない。歯周病や口腔がん、食道がん、膵臓がんなどの多くの悪影響や、死産、早産、低体重児出産などの生殖への悪影響との相関関係がある。無煙タバコには発ガン性の化学物質が含まれており、約28の化学成分は、本質的に発がん性があり、その中でニトロソアミンが最も顕著である。無煙タバコは世界的に見ても大きな死亡要因を占めており、特に東南アジアで顕著にみられる。
無煙タバコは世界中で消費されている。それによってニコチン中毒になると、多くの人、特に若者は通常のタバコの使用に移行していく。あるアンケートでは、過去1ヶ月間に無煙タバコを使用したかとの問いに、女性よりも男性が多く使用を認めた。

## 種類
ほとんどの場合、無煙タバコは歯肉と頬や唇の間に挟まれる。
無煙たばこの種類には以下のようなものがある：
- 混合投与：
  - クバーは、強い中毒性と口中清涼剤を装った独特の形状で知られる無煙タバコ製品である。通常、お茶に入れるか、下唇の下にひとつまみ置いて直接摂取する[2]。
- 経鼻投与：
  - スナッフはタバコの一種で、鼻腔から吸い込むか「嗅ぐ」。伝統的には、この目的のためにスナッフ・スプーンと呼ばれる特別な器具が使用されていた。しかし、現代のユーザーは、親指と人差し指でタバコを挟むか、あらかじめ計量されたパウチを使うだけである。
- 経口（頬、舌下、舌骨）：
  - 噛みタバコ、噛んで食べるタバコの一種。
  - 下唇または上唇と歯茎の間に挟むタイプの噛みタバコ[3]。この種のタバコ（ヒンディー語：Khaini）はインド亜大陸に広く分布している[4]。
  - 水溶性タバコ、口の中で完全に溶けるタイプの噛みタバコ。
  - グートカは南アジアで販売されているタバコ、アレカナッツ、様々な香料の混合物である。
  - ピチュリとは、オーストラリアのタバコから伝統的に作られてきたニコチンを含む物質で、オーストラリア先住民は下唇と歯茎の間に挟んで噛む[5][6]。
  - スヌース、噛みタバコに似ているが、タバコは上唇の下に置かれ、吐き出す必要はない。
  - タバコ入りチューインガム。

### ニコチンレベル
無煙タバコは、製品の種類、使用されているタバコの種類、製品に含まれる各タバコの量によって異なる。これらの変数はそれぞれニコチン濃度に影響する。さらに、ニコチンは製品のpHレベルによって、体内への吸収の度合いが異なり、これは遊離ニコチンまたは結合ニコチンレベルとして知られている。

## 普及率
世界では3億人以上が無煙たばこを使用している。インド、パキスタン、その他のアジア諸国、北アメリカなど多くの地域で、無煙タバコを利用してきた長い歴史がある。無煙タバコの利用を通してニコチン中毒になると、多くの人々、特に若者は通常のタバコへの使用へと拡大していく。よって無煙タバコを使用する若者は、ニコチン中毒になり、やがて通常のタバコの喫煙者になる可能性が高くなる。
2002年から2014年にかけてアメリカの薬物乱用および精神衛生サービス局が行なった無煙タバコに関する調査では、過去1か月間の使用率では、女性より男性の方が高かった。また、12歳以上の人々の3.3％（推定870万人）が、過去1か月の間に無煙タバコを使用していた。この過去1か月間の使用率は、2002年から2014年の間は比較的安定しており、特に26歳以上の成人ではほぼ一貫していた。一方で18歳から25歳の若年成人と12歳から17歳の未成年者層での推移では変移が見られた。未成年者層の使用量は2000年代半ばには多かったが、2014年の推定値は2000年代初頭のそれよりもはるかに低いレベルに近かった。また、過去1年間で初めて無煙たばこを使用したかの調査においては、12歳以上で100万人と推定されるが、これは、まったく使用したことがない人の0.5パーセントに相当する。
2016年にアメリカの未成年者を対象に行った調査によれば、中学生は100人に約2人（2.2％）、高校生では100人中6人近く（5.8％）が現役で無煙タバコを服用していた
。

## 諸問題

### 紙巻きたばこの代用品として
無煙タバコを扱う販売会社では、健康リスク軽減商品として、一般のタバコの代わりに無煙タバコを推奨している
。王立内科医協会による2002年の報告書によれば「ニコチンを使用する方法として、燃焼しないタバコは、一般の喫煙と比較して10～1,000分の1程度の危険性しかない」としている。
2017年に世界保健機関は、「無煙たばこの使用は、世界のたばこ問題全体の中で重要な位置を占めている」と述べ、「どのような無煙タバコであっても、リスク軽減戦略の一環として使用を推奨することの妥当性はない」としている。1986年に、軍医総監の諮問委員会は、「安全な代用品ではない」と結論づけており、「癌や多くの非癌性口腔疾患を引き起こす可能性があり、ニコチン中毒や依存症を引き起こす可能性がある」としている。
実際の傾向としては、無煙タバコはむしろ紙巻きタバコを吸い始める導入となっている側面があり、特に若者でその傾向が顕著である。未成年・若年層における無煙たばこの使用開始の減少は、国民の健康増進に特に関連性が見られる。

### 安全性
無煙タバコの安全性は、従来のタバコの死亡リスクの約1パーセントとされる電子たばこと同程度だと推定されている。しかし、南アジアで用いられている明らかに有害性の高いものから、スウェーデンのスヌースのように有害性が低いものもあり、一口に無煙タバコと言っても、形態も健康被害も世界的に大きな差異が見られる。2006年にアメリカ国立衛生研究所（NIH）が招集した専門家パネルは、「無煙タバコ製品のニコチン中毒を含むリスクの範囲は、製品ごとにニコチン、発がん物質、その他の毒素のレベルが異なるため、広範囲に異なる可能性がある」と述べている。また、2015年にアメリカがん協会は「種類を問わず無煙たばこの使用は、大きな健康リスクがある。タバコを吸うよりも致死率は低いが、致死率が低いということは安全とは程遠い」と指摘している。また、2010年にアメリカ国立がん研究所は「すべてのタバコ製品は有害であり、がんの原因となるため、これらすべての製品の不使用が強く推奨されるべきである」という声明を出している。
無煙たばこは、歯科疾患、口腔がん、食道がん、膵臓がん、心血管疾患、喘息、女性の生殖器系の奇形など、多くの悪影響と関連している。また、致命的な冠動脈疾患や脳卒中のリスクとの相関性も認められている。ヨーロッパでは確認できないが、アジアでは非致命的な虚血性心疾患のリスクを大きく高めているようである。世界的に多くの死亡原因としても挙げられ、そのうちのかなりの割合は東南アジアに起因である。

### 発癌性
すべてのたばこ製品には有害物質が含まれており、無煙たばこもまた発がん性物質が含まれている。無煙たばこに含まれる発がん性化合物は、製品の種類や製法に依存し、大きく異なる。2017年に発表されたレビューでは、「主要な無煙たばこ製品全体で、主に3つの化合物グループ、28の発がん性物質が厳密に特定されている。それは「不揮発性のアルカロイド由来のTSNA」「N-ニトロソアミノ酸」「揮発性のN-ニトロソアミン」であり、これらの中で研究者たちは、無煙たばこに最も多く含まれ、最も発がん性が高いのはTSNAであると考えている」とある。無煙タバコを使用した結果として、唾液中に含まれるニコチンの量はin vitroでの研究によると、細胞毒性を引き起こす量である可能性がある。

### 妊婦への影響
死産、早産、低体重児出産などの生殖への悪影響との相関関係がある。妊娠中に無煙たばこを使用すると、早産や死産のリスクが高まり、製品に含まれるニコチンは胎児の脳の発達に影響を及ぼす可能性がある。